# 佐久間信榮
佐久間信榮（1556年—1632年1月14日）是安土桃山時代和江戶時代初期的武將。父親是佐久間信盛。別名正勝（『寬政重修諸家譜』）、信勝（『佐久間軍記』）。

## 生平
在弘治2年（1556年）出生，家中長男。父親信盛是織田氏重臣。年輕時跟隨父親轉戰各地，在攻略伊勢國大河內城（大河內城之戰）、對六角氏的野田城、福島城之戰等戰事中，與父親一起立下戰功。天正4年（1576年），在與石山本願寺的戰鬥（石山合戰）中，擔任天王寺城的守備。
由於塙直政戰死，父親信盛擔任進攻石山本願寺的指揮官，在此時負責輔助信盛，與畿内各地的援軍一起出兵，但是一直沒有戰果。對此感到憤怒的主君織田信長在天正8年（1580年）動用朝廷與本願寺和解，並寫下19條譴責狀，於是與父親一同前往高野山。譴責狀中寫有「若要寫下甚九郎（信榮）的罪狀，筆墨亦不能寫完」（甚九郎覚悟の条々　書き並べ候えば　筆にも墨にも述べがたき事），經常收集茶器、出席茶會等，每日都進行茶之湯三昧才是主因。後來，被信長趕離高野山。
父親信盛死後，在天正10年（1582）1月被赦免，之後仕於信長的嫡男信忠。在本能寺之變後，仕於信長的次子信雄。在小牧長久手之戰中，築起大野城並與瀧川一益戰鬥，但在築城期間，負責守備的蟹江城被一益攻下（蟹江城合戰）。此後無從軍記錄。在信雄被改易後，作為茶人被豐臣秀吉雇用。在大坂之陣後，成為德川秀忠的御咄眾，被給予武藏國兒玉郡和橫見郡3千石。
在寬永8年（1632年）於江戶死去。享年76歲。法名是宗岩。墓所在京都府京都市北區紫野大德寺的高東院。

## 子孫
有2子7女，因為兩個兒子都先於信榮死去，所以迎弟弟信實、同族的佐久間安政（一說柴田勝重）的次男信勝、從弟信重為養子。信實亦先於信榮死去，信勝都沒有兒子就死去，信重的子孫和信實的遺兒盛郎的子孫則以旗本身份存續。
在細川家仕官的舊臣久野次郎左衛門曾與信榮通信，現存的有兩篇。

## 外部連結
- 武家家伝＿佐久間氏（页面存档备份，存于）